# Tunavallen
Le Tunavallen est un stade à multi-usages basé à Eskilstuna, en Suède. Il est principalement utilisé pour accueillir les rencontres de football.

## Histoire
Le stade accueille une seule rencontre de la Coupe du monde de football 1958, lors de l'édition organisée en Suède. C'est au moment de la compétition le plus petit stade retenu. 
La Yougoslavie et le Paraguay y dispute une rencontre du premier tour, avec un nul 3-3.
Deux clubs se partagent le stade : l'IFK Eskilstuna et l'Eskilstuna City FK qui y disputent leurs rencontres à domicile du championnat de Suède de football.
En 2002, un nouveau stade est bâti pour permettre aux 2 clubs de disposer d'une enceinte plus moderne et plus confortable.

## Coupe du monde de football 1958
Une seule rencontre est organisée au Tunavallen. Pour la dernière journée du groupe B, le Paraguay et la Yougoslavie achèvent le premier tour avec un match nul spectaculaire 3 buts partout.
| 15 juin 1958                      | Paraguay                             | 3 - 3 | Yougoslavie                                   | Tunavallen, Eskilstuna                    |                                           |
| 19:00 · Historique des rencontres | Parodi 20e · Agüero 52e · Romero 80e |       | Ognjanović 18e · Veselinović 21e · Rajkov 73e | Spectateurs : 13 000 Arbitrage : M. Macko | Spectateurs : 13 000 Arbitrage : M. Macko |
| 19:00 · Historique des rencontres | (Rapport)                            |       |                                               | Spectateurs : 13 000 Arbitrage : M. Macko | Spectateurs : 13 000 Arbitrage : M. Macko |